# Karl II. (Baden-Durlach)

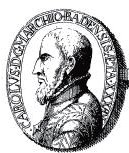
Karl II. von Baden-Durlach

Markgraf Karl II. (* 24. Juli 1529 in Pforzheim; † 23. März 1577 in Durlach; genannt Karle mit der Tasch) regierte die Markgrafschaft Baden-Durlach von 1552 bis 1577. Karl ließ am 1. Juni 1556 eine neue Kirchenordnung verkünden, mit der das lutherische Bekenntnis eingeführt wurde (Reformation), und verlegte 1565 die Residenz von Pforzheim nach Durlach.

## Leben
Karl war der Sohn von Markgraf Ernst I. von Baden-Durlach und dessen zweiter Frau Ursula von Rosenfeld. Als Spross dieser morganatischen Ehe war seine Sukzessionsfähigkeit umstritten. Gleichwohl trat er im September 1552 die Nachfolge seines Vaters zunächst in der oberen Markgrafschaft an. Erst nachdem sein zwölf Jahre älterer Halbbruder, Bernhard IV., am 20. Januar 1553 starb und wenige Tage später am 6. Februar auch sein Vater, konnte Karl die Regierung der gesamten Markgrafschaft Baden-Pforzheim (später Baden-Durlach) übernehmen.

### Die Einführung der Reformation 1556

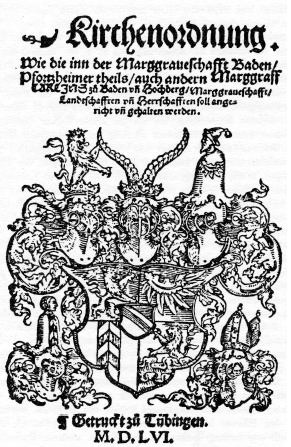
Titelblatt der Kirchenordnung von 1556

Nach dem Passauer Vertrag (1552) führten eine Anzahl von weltlichen Herrschaften im Südwesten Deutschlands die Reformation ein. Auch Markgraf Ernst von Baden-Durlach soll Pläne dazu gehabt haben, schreckte aber weiterhin vor einem möglichen Konflikt mit dem Regenten des katholischen Vorderösterreich, Erzherzog Ferdinand zurück, der wieder seine Ansprüche auf Gebiete des badischen Oberlandes anmeldete.
Markgraf Karl II. – wie sein Vetter Markgraf Philibert von Baden-Baden – setzte sich auf dem Reichstag sehr für den Augsburger Religionsfrieden von 1555 ein, der es den weltlichen Reichsständen freistellte die Reformation einzuführen. Mit dieser Absicherung und auf Drängen von Herzog Christoph von Württemberg wagte es Karl dann die Reformation auch in der Markgrafschaft Baden-Durlach durch den Erlass einer neuen Kirchenordnung per 1. Juni 1556 einzuführen.
Die Vorbereitung der Reformation und die Abfassung der Kirchenordnung wurde einer Kommission unter Vorsitz des Kanzlers der Markgrafschaft Baden (Pforzheimer Teil), Martin Achtsynit, übertragen. Mitglieder der Kommission waren der Tübinger Theologen Jacob Andreae sowie die sächsischen Theologen Maximilian Mörlin und Johann Stössel sowie der Heidelberger Hofprediger Michael Diller. Nebst den Theologen gehörten der Kommission die markgräflich badischen Hofräte Johann Sechel und Georg Renz an. Achtsynit wurde auch erster Direktor des Kirchenrates; Karl selbst war Landesbischof der evangelischen Kirche und trat damit die Nachfolge der bisher jeweils für Teile seiner Herrschaft zuständigen Bischöfe von Straßburg, Speyer und Konstanz an. Die „Zerrissenheit innerhalb des evangelischen Bekenntnisses“ beeinträchtigte auch die Arbeit der Kommission. Letztlich übernahm man aus politischen Gründen weitgehend die Kirchenordnung Württembergs, die von Johannes Brenz 1553 konzipiert wurde.
Für die noch im Herbst 1556 durchgeführte erste Kirchenvisitation stellte Württemberg auch noch Jacob Heerbrand zur Verfügung, der auch an der Schlussredaktion der Kirchenordnung beteiligt war.
Für das badische Oberland ernannte Karl den Basler Theologen Simon Sulzer zum Generalsuperintendenten.
Durch häufige Visitationen sollte sichergestellt werden, dass nur noch lutherische Pfarrer tätig waren und die Kirchenordnung eingehalten wurde. Zahlreiche katholische Pfarrer wurden ausgewiesen. Ferdinand von Österreich bestritt Karl förmlich das Recht, in seinen Breisgauer Herrschaften die Reformation einzuführen.
Der Eifer, den Karl bei der Einführung der Reformation entwickelte, trug ihm im Volk auch den Beinamen „der Fromme“ ein.
In der Folge trennte sich die „Ernestinische Linie“ kurz nach der Teilung des Landes in der Glaubensausrichtung. Als die beiden Markgrafschaften durch Erbfolge 1771 wieder unter Markgraf Karl Friedrich zusammenkamen, hatte dieser die Weitsicht und Souveränität, mehrere Glaubensrichtungen zuzulassen und zu Akzeptanz und Toleranz aufzurufen.
Im Jahre 1561 bekannte sich der Markgraf zur unveränderten Augsburger Konfession, anlässlich eines von Kurfürst August von Sachsen veranstalteten Konvents der Protestanten in Naumburg.
Ebenso wie sein Vetter Markgraf Philibert von Baden-Baden half er Karl IX. von Frankreich durch das Entsenden von Hilfstruppen im Krieg gegen die calvinistischen Hugenotten.

### Der Prälatenstreit
Die Reformation hatte zur Folge, dass im Herrschaftsgebiet des Markgrafen von Baden-Durlach nur noch lutherische Pfarrer zugelassen waren. Der Kirchensatz war jedoch vielfach im Besitz von katholischen Klöstern und Orden, die nun einen lutherischen Pfarrer bestellen und bezahlen sollten, was natürlich Widerstand hervorrief. Im Augsburger Religionsfrieden war dieser Fall eigentlich klar geregelt. Sie durften einerseits ihre Besitzungen in evangelischen Gebieten behalten und nutzen, mussten jedoch für die evangelischen Pfarrer unterhalten. Aufgrund der oben beschriebenen Hoheitsansprüche der Habsburger auf die oberbadischen Herrschaften glaubten die Prälaten jedoch, die Unterhaltspflicht für Pfarrer und Kirchen in evangelischen nicht wahrnehmen zu müssen, Kirchenzehnter – jene Abgabe die für den Unterhalt der Pfarrer gedacht war – wollten sie gleichwohl behalten. Karl beschlagnahmte daher die Güter der Prälaten und finanzierte daraus den Unterhalt von Pfarrern und Kirchen.
Johann Ulrich Zasius handelte mit Baden-Durlach einen Kompromiss aus, nach dem die beschlagnahmten Güter freigegeben, die für die Pfarrbesoldung nötigen Mittel aber einbehalten werden durften. Die österreichischen Behörden in Innsbruck anerkannten diesen Vertrag jedoch nicht und eskalierten die Auseinandersetzung. Nachdem sich einige Prälaten mit Baden-Durlach bilateral einigten, kamen die allgemeinen Verhandlungen auch wieder in Gang und führten am 24. April 1561 zum Vertrag von Neuenburg am Rhein der im Wesentlichen dem bereits von Zasius ausgehandelten Vertrag folgte.

### Die Verlegung der Residenz nach Durlach 1565
Der Markgraf verlegte 1565 die Residenz von Pforzheim nach Durlach. Dies geschah aufgrund eines Streites mit den Pforzheimer Bürgern, als diese an einer durch den Markgrafen veranstalteten Treibjagd beim Schützenfest nicht als Treiber fungieren mochten. In der Literatur wird allerdings darauf verwiesen, dass wohl eher rationale Gründe – namentlich die zentralere Lage Durlachs im badischen Unterland – für den Entscheid maßgeblich waren.
In diesem Zusammenhang wurde das bestehende Jagdschloss in Durlach zur Karlsburg ausgebaut. Der Bauherr beaufsichtigte den Ausbau selbst und entlohnte die Arbeiter persönlich aus der mitgeführten Umhängetasche. Daraus entwickelte sich der liebevolle Spitzname „Karle mit der Tasch“.
In der Folge wurde Durlach als Stadt ebenfalls renoviert, das Schloss erhielt einen Schlossgarten und die Stadt wurde mit weiteren Toren arrondiert und erhielt, wie zur damaligen Zeit bei Regentenstädten üblich, 1571 eine Münzstätte.

### Die Söhne
Von seinen Söhnen blieb nur Georg Friedrich lutherisch, Ernst Friedrich konvertierte zum Calvinismus und Jakob III. wurde katholisch. Da Georg Friedrich am längsten lebte, blieb die Markgrafschaft letztlich lutherisch. Nach dem Tode des Markgrafen führte die Mutter sieben Jahre lang die Regierungsgeschäfte in einer Vormundschaftsregierung, bis die Söhne das regierungsfähige Alter erreichten.

## Ehen und Nachkommen

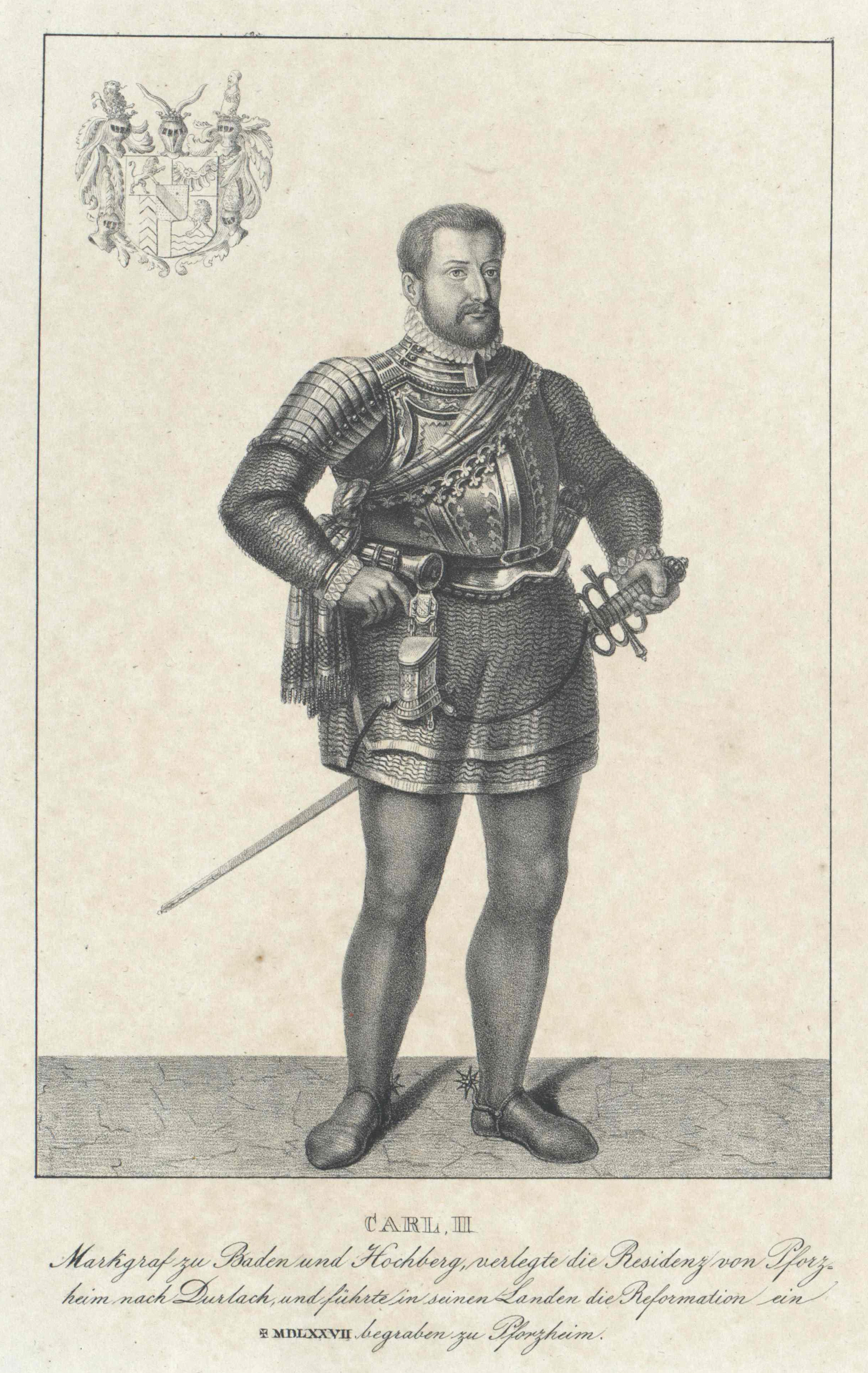
Karl II. von Baden-Durlach

In erster Ehe heiratete der Markgraf am 10. März 1551 Kunigunde von Brandenburg-Kulmbach (* 17. Juni 1523; † 27. Februar 1558), die Tochter des Markgrafen Kasimir von Brandenburg-Kulmbach. Aus dieser Ehe gingen folgende Kinder hervor:
- Marie (* 3. Januar 1553; † 11. November 1561)
- Albrecht (* 12. Juni 1555; † 5. Mai 1574)

In zweiter Ehe heiratete der Markgraf Karl II. am 1. August 1558 Anna von Veldenz (12. November 1540; † 30. März 1586), die Tochter des Pfalzgrafen Ruprecht von Veldenz. Aus dieser Ehe gingen folgende Kinder hervor:
- Dorothea Ursula (* 20. Juni 1559; † 19. Mai 1583), heiratete am 7. November 1575 Ludwig III. von Württemberg (* 1. Januar 1554; † 28. August 1593)
- Ernst Friedrich (* 17. Oktober 1560; † 14. April 1604), heiratete am 21. Dezember 1585 Anna von Ostfriesland (* 26. Mai 1562; † 21. April 1621), die Tochter des Grafen Edzard II. von Ostfriesland
- Jakob III. (* 26. Mai 1562; † 17. August 1590), heiratete am 6. September 1584 Elisabeth von Pallandt-Culemborg (* um 1567; † 8. Mai 1620), die Tochter des Grafen Florenz I. von Pallandt-Culemborg (1537–1598); regierender Markgraf
- Anna Marie (* 4. August 1565; † 8. Oktober 1573)
- Elisabeth (* 27. September 1570; † 6. Oktober 1611)
- Georg Friedrich (* 30. Januar 1573; † 24. September 1638); regierender Markgraf